# أمل القبيسي
أمل عبد الله جمعة كرم القبيسي (من مواليد 18 أكتوبر 1969)، سياسية إماراتية، شغلت منصب رئيس المجلس الوطني الاتحادي لدولة الإمارات العربية المتحدة من عام 2015 إلى عام 2019. وكانت أول امرأة تترأس مجلساً وطنياً في دولة الإمارات العربية المتحدة وأول إمرأة خليجية تصل للبرلمان عبر صناديق الاقتراع. قبل توليها هذا المنصب كانت رئيسة مجلس أبو ظبي للتعليم.

## النشأة والتعليم
أتمت القبيسي دراستها النظامية في مدارس أبوظبي، ثم حصلت بعد ذلك على شهادة البكالوريوس في مجال الهندسة المعمارية من جامعة الإمارات العربية المتحدة عام 1993، قبل أن تحصل على شهادة الدكتوراه بدرجة امتياز مع مرتبة الشرف الأولى في نفس المجال من المملكة المتحدة عام 2000.
وعادت مرة أخرى لتدرس بجامعة الإمارات العربية المتحدة كعضوة في هيئة التدريس في كلية الهندسة، قسم الهندسة المعمارية، لمدة 6 سنوات، وانتدبت للعمل خلال تلك الفترة كمستشارة لتقييم المشاريع المستقبلية والحفاظ على الهوية المحلية وتطوير السياحة التراثية لدى الكثير من المؤسسات الحكومية.

## العمل الوظيفي

### اهتمامها بالتراث
اهتمّت أمل القبيسي بالتراث الإماراتي والهوية المحلية، فقدمت العديد من الدراسات والبحوث العلمية خلال هذا المجال، كما ركزت على إبراز التراث المعماري الإمارتي. وقد اشتركت في العديد من الأعمال التطوعية في هذا المجال، من خلال الاهتمام بالمواقع الأثرية والمباني التاريخية المهددة بالخطر والحرص على ترميمها والاهتمام بها بالتعاون مع الحكومة الإماراتية. كما حرصت أيضًا على جمع المعلومات التاريخية والقيام برحلات ميدانية مع الطلبة لمناطق التراث، لحث الشباب على التعرف على العمارة المحلية وتوثيقها علميًا ومعمارًيا للحفاظ عليها.
وعلاوة على ذلك فإن القبيسي عضو في العديد من المنظمات العالمية المعروفة في مجال الهندسة والحفاظ على التراث والآثار والمباني التاريخية، مثل مركز التراث العالمي WHC والمجلس الدولي للآثار والمواقع الأثرية ICOMOS والمركز العالمي لدراسة الحفاظ على المباني الثقافية وترميمها ICROM.
وقد مثلت الدولة رسميًا في الكثير من المحافل العالمية والمؤتمرات الدولية وأيضا داخل منظمة اليونسكو.

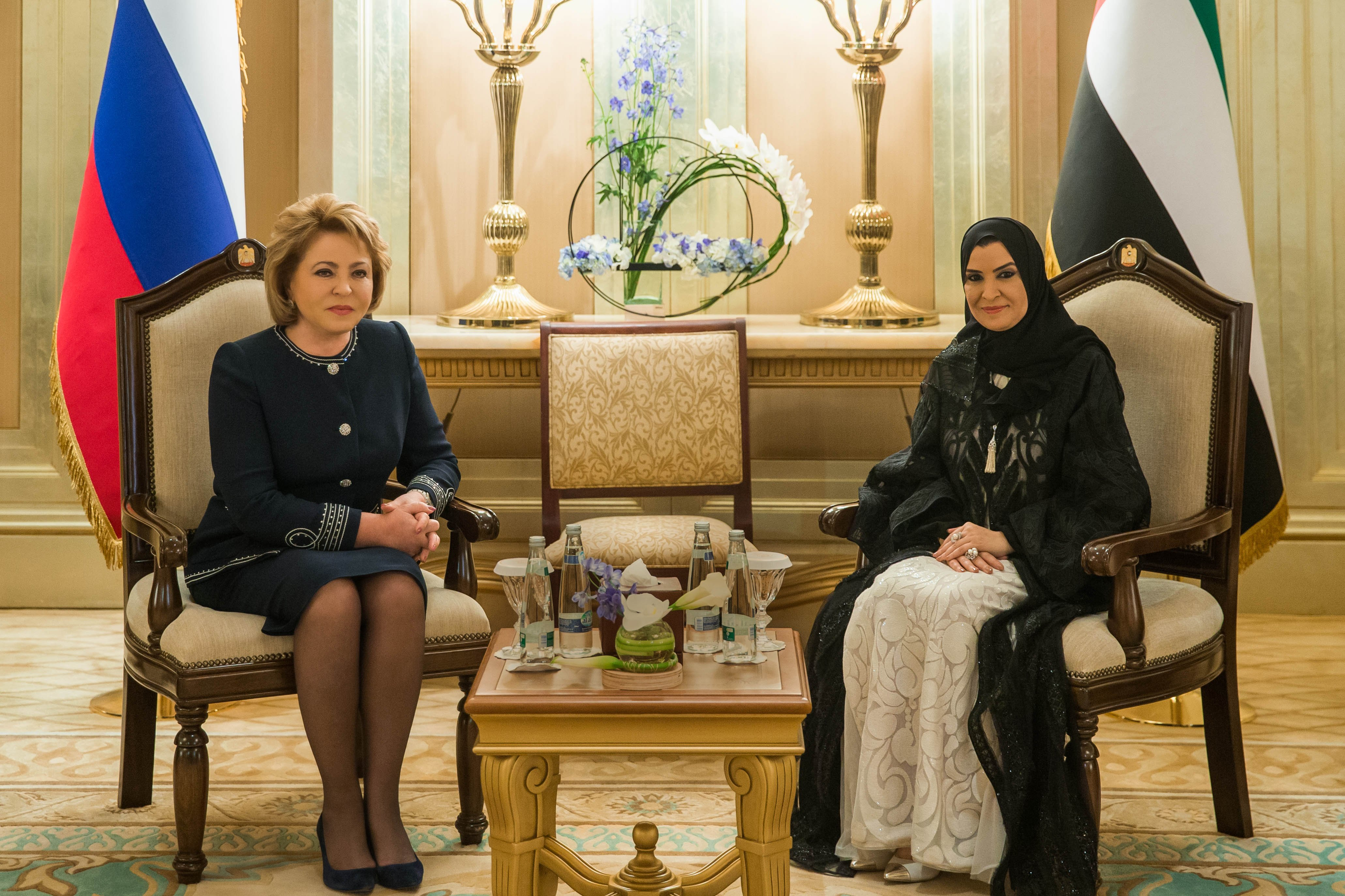
أمل عبد الله القبيسي رئيس المجلس الوطني الاتحادي مع رئيسة مجلس الاتحاد الروسي فالنتينا ماتفيينكو عام 2016

## النشاط السياسي
سجلت أمل القبيسي في 16 ديسمبر عام 2006 أول فوز نسائي في الانتخابات المحلية التي كانت أيضا تجرى للمرة الأولى في الإمارات. وقد احتلت بذلك المرتبة الثالثة بين الفائزين الأربعة، مما يشير إلى تحقيق إنجاز تاريخي للمرأة الإماراتية داخل المجتمع الذي يحترم كفائتها وعطائها.
وقد صرحت أمل القبيسي في أول يوم لها داخل البرلمان: "إن التفاؤل يسود كل المواطنين على مستوى دولة الإمارات العربية المتحدة، مشيرة إلى أن الكل يتطلعون إلى أن تكون المرحلة المقبلة مبشرة وإيجابية."
وقد كانت حينها أمل القبيسي العضو الوحيد المنتخب مع ثمان أخريات في ذلك الدور التشريعي، وقد كان ذلك يعد إضافة حقيقية للحياة السياسية داخل المجتمع الإماراتي. فقد مثلت المرأة داخل البرلمان نسبة 22.5% مما وضع الإمارات في المركز الثاني على مستوى العالم من حيث تمثيل المرأة بعد ألمانيا.
وقد عينت فيما بعد النائب الأول لرئيس المجلس الوطني، مما أتاح لها الفرصة بترؤس جلسة المجلس الوطني السادسة المنعقدة في يناير 2012. وهي سابقة برلمانية تعكس نجاح المرأة الإماراتية من خلال مشاركتها في صنع القرار.

## الجوائز والتكريمات
- حصلت أمل القبيسي في عام 2007 على جائزة الشرق الأوسط للتميز للقيادات النسائية كأهم شخصية نسائية ذات إنجاز سياسي قيادي. كما حصلت أيضا على جائزة راشد للتفوق العلمي عام 2000. وقد تم تكريمها في الكويت من خلال احتفالية المرأة العربية، وأيضا من خلال جامعة الدول العربية.[1]
- كما حصلت أمل القبيسي على جائزة أوائل الإمارات في عام 2014 كأول إماراتية تنتخب لعضوية المجلس الوطني الاتحادي[2]
- حصلت أمل عبدالله القبيسي رئيسة المجلس الوطني الاتحادي على "جائزة التميز البرلماني لفئة رؤساء البرلمانات العربية " تقديرا للإسهامات والإنجازات البرلمانية المتميزة لها على المستويين الوطني والعربي والصعيدين الإقليمي والدولي وذلك خلال أعمال الدورة الـ 22 للجنة التنفيذية للاتحاد البرلماني العربي [3]

- .فازت أمل عبدالله القبيسي بجائزة المرأة العربية المتميزة عام 2023 في حقل العمل البرلماني[4]